# Grabrelief mit gabenbringenden Frauen
Zur ägyptischen Sammlung des Roemer- und Pelizaeus-Museums in Hildesheim gehört ein Grabrelief mit gabenbringenden Frauen aus dem Neuen Reich, der späten 18. Dynastie um 1320 v. Chr. Seit dem Alten Reich zählt die Darstellung von gabenbringenden Männern und Frauen zum klassischen Bildrepertoire des Grabreliefs, als Angehörige des Toten, als Opferpriester oder als anthropomorph dargestellte Landgüter.

## Fundort und Größe
Nach der Amarna-Zeit, am Ende der 18. Dynastie, wurde der Regierungssitz unter Tutanchamun von Tell el-Amarna wieder nach Memphis verlegt. In der dazugehörigen Nekropole von Sakkara entstanden zahlreiche Gräber von hohen Beamten. Stil und Ausführung des Reliefs lassen vermuten, dass es vermutlich aus einer dieser Grabanlagen stammt. Es gehörte schon vor 1907 zur Sammlung von Wilhelm Pelizaeus in Kairo und wurde von ihm im ägyptischen Kunsthandel erworben, ein Erwerbungsjahr ist allerdings nicht bezeugt. Es war Bestandteil der Schenkung an seine Heimatstadt Hildesheim im Jahr 1907, wohin das Relief 1909 überstellt wurde. Der rechteckige Block aus Kalkstein ist 43 cm hoch und 62,5 cm breit.

## Beschreibung
Die auf dem Relief abgebildeten Frauen bringen Gaben für das Totenopfer des Grabherrn dar. Vollständig erhalten sind vier nach links schreitende Frauen, eine fünfte ist noch durch einen Rest ihrer Rückenlinie und einen Gewandzipfel zu erkennen. Die reiche Ausstattung der Frauen signalisiert, dass es sich nicht um Dienerinnen, sondern um Damen der Oberschicht handelt, die mit dem Grabherrn verwandt gewesen sein dürften. In der erhobenen rechten Hand tragen zwei von ihnen ein kleines Tablett mit zwei Spitzbroten, die beiden anderen halten einen Strauß aus Lotosblüten empor. Die linken Hände halten oder führen weitere Opfergaben. Von links nach rechts betrachtet sind dies eine Gans, die an den Flügeln gepackt wird, ein großes Bündel Früchte, ein Steinbock und ein mit Halskragen geschmücktes Kälbchen. Die weit über die Schultern herabhängenden, fein gelockten Perücken sind mit einem Stirnschmuck und je einer Lotosknospe kombiniert. Die Gewänder der Frauen bestehen aus einem eng anliegenden Kleid, das bis zu den Fußknöcheln reicht. Darüber tragen sie ein plissiertes Obergewand, das unter der Brust verknotet ist. Die üppigen Körperformen werden durch diese Kleidung zusätzlich betont. Bauchnabel und Bauchfalten im Stil der Nachamarna-Zeit sind deutlich zu erkennen. Ihre Gesichtszüge mit den großen mandelförmigen, leicht schräg gestellten Augen, gerundeten Wangen, weichen Kinnlinien und üppigem Mund sind charakteristisch für die Kunst der Nachamarna-Zeit. Nach rechts wird die Szene von einem senkrechten Randstreifen abgeschlossen. Der Untergrund des detailreich ausgeführten Reliefs wurde gleichmäßig abgearbeitet und geglättet.

## Erhaltungszustand
Der Block ist an allen Kanten und Ecken bestoßen, größere Stücke des Steins sind oben und unten rechts abgesplittert. Auf der linken Seite fehlt ein Teil der Darstellung, der Bruch verläuft durch den hinteren Teil der fünften Frauenfigur.